# Dekanat Spiskie Podgrodzie
Dekanat Spiskie Podgrodzie (sł.:Spišskopodhradský dekanát) – jeden z 14 dekanatów w rzymskokatolickiej diecezji spiskiej na Słowacji.

## Parafie
W skład dekanatu wchodzi 12 parafii:
1. parafia Wszystkich Świętych – Bijacovce
2. parafia św. Wawrzyńca – Brutovce
3. parafia św. Piotra i Pawła – Bystrany
4. parafia św. Katarzyny – Kluknava
5. parafia Wniebowzięcia NMP – Poľanovce
6. parafia Wniebowzięcia NMP – Slatvina
7. parafia katedralna św. Marcina – Spiska Kapituła
8. parafia Narodzenia NMP – Spiskie Podgrodzie
9. parafia św. Jana Chrzciciela – Spiskie Włochy
10. parafia św. Katarzyny Aleksandryjskiej – Spišský Hrušov
11. parafia św. Michała Archanioła – Vyšný Slavkov
12. parafia św. Ducha – Žehra

## Sąsiednie dekanaty
Nowa Wieś Spiska, Lewocza